# Грант, Хибер
Хибер Джедди Грант (англ. Heber Jeddy Grant; 22 ноября 1856 — 14 мая 1945) — американский религиозный лидер, седьмой президент Церкви Иисуса Христа Святых последних дней (Церкви СПД). Грант ранее  работал бухгалтером и кассиром, затем, 16 октября 1882 года был избран апостолом СПД. После смерти Джозефа Ф. Смита в конце 1918 года Грант стал президентом Церкви СПД и оставался на этом посту до своей смерти в 1945 году.
Грант был последним президентом Церкви СПД, практиковавшим многоженство. У него было три жены, хотя к тому времени, когда он стал президентом церкви в 1918 году, в живых оставалась только его вторая жена, Огаста Уинтерс.
В бизнесе Грант помог в строительстве района Avenues пригороде Солт-Лейк-Сити. В 1884 году он в течение одного срока был представителем в Территориальной легислатуре Юты.

## Ранние годы
Грант родился в Солт-Лейк-Сити, Территория Юта, в семье Рейчел Риджуэй Айвинс и Джедедайи Моргана Гранта. Его отец был советником Бригама Янга в Первом президентстве. Рэйчел Грант была родом из Нью-Джерси, где присоединилась к Церкви СПД в возрасте около 20 лет. Её двоюродный брат, а позднее — зять (он женился на старшей сестре Анне), Израил Айвинс, был первым человеком, крещенным в Церкви СПД в Нью-Джерси.
Джедедайя Грант умер, когда Хиберу было девять дней от роду. После смерти супруга Рэйчел вышла замуж замуж за брата Джедедайи, Джорджа Гранта, но он пристрастился к алкоголю, и пара развелась. После этого мать стала иметь доминирующее влияние в жизни Хибера. В течение многих лет она занимала пост президента 13-го прихода Общества милосердия, заходившегося в центре Солт-Лейк-Сити.
Грант был известен своей решимости добиваться целей, казавшихся недостижимыми. Будучи ребёнком, он хотел играть в бейсбольной команде, и победить в чемпионате Юты, но многие считали его слишком неуклюжим, чтобы стать успешным игроком. В ответ он купил бейсбольный мяч и многие часы метал его в стену сарае, чтобы повысить ловкость. Его взяли в команду, и позже его команда выиграла благодаря ему  чемпионат.
Аналогичным образом Грант выразил желание быть успешным бухгалтером, хотя многие его знакомые считали его почерк ужасным. Он стал практиковаться и достиг в письме такого уровня, что был приглашён преподавать чистописание в одной из местных академий.
В Солт-Лейк-Сити не было бесплатных общественных школ, но его мать записывала его в другие учебные заведения, пока он рос.

## Предпринимательская деятельность
Поработав бухгалтером в страховом бизнесе до 1877 года, Грант стал помощником кассира с Сберегательном банке Сиона, а затем открыл страховой бизнеса в партнёрстве с Нефи Клейтоном. Позже Грант стал партнером с Д. У. Дженнингса:27, а а после этого основал дополнительное страховое агентство в Огден, где некоторое время владел Ogden Vinegar Works.
В конце 1890-х годов Грант работа в качестве менеджера по бизнесу только что созданного официального журнала Церкви СПД Improvement Era.
Грант продолжал заниматься предпринимательством и после того, как стал апостолом. Он открыл множество новых предприятий, включая банк. Он стоял у истоков Utah Sugar Company, а также выступил как основной учредитель Salt Lake Theatre.
Во время Паники 1893 года Грант потерял крупную сумму денег и так и не оправился от её неблагоприятных финансовых последствий. В это время он был главным представителем Церкви СПД на переговорах в Нью-Йорке о дополнительном финансировании. Его усилия поддержали церковь до того момента, когда Лоренцо Сноу в конце 1890-х годов объявил о сборе десятина, что улучшило финансовое положении церкви.

## Карьера в церкви
Грант ещё в юности стал церковным учителем, что было редкостью в то время. Он был рукоположен в число "Семидесяти" в возрасте 15 лет, что также было редкостью в то время.
В июне 1875 года, когда в 13-м приходе Солт-Лейк-Сити была организована первая Young Men’s Mutual Improvement Association (YMMIA), Грант, которому было 19 лет, поступил на службу в качестве советника Юниуса Ф. Уэллса в президентстве этой ассоциации.
В возрасте 26 лет, с 1883 по 1884 год, он работал в миссии для индейцев.
Среди назначений Гранта в ранние годы была работа в Комитете по оплате и совете директоров воскресной школы. Грант стал вторым помощником в суперинтендантстве центральной YMMIA в 1898 году. Когда Джозеф Ф. Смит стал президентом церкви и главой YMMIA, Грант получил должность первого помощник, в которой оставался до тех пор, пока сам не стал президентом Церкви СПД.
В 1880 году, Грант стал президентом в кола в Туэле, штат Юта. Он переехал в этот город вместе с женой Люси и детьми. Примерно тогда Люси заболела.

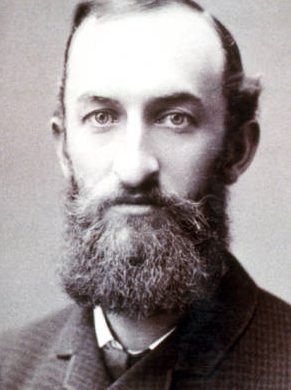
Грант в ранние годы в качестве апостола (около 1880—1889)

В 1882 году Гранта вошёл в Кворум двенадцати апостолов. В начале своей работы в кворуме он совершил множество поездок в Аризону, за что получил прозвище Аризонский апостол. Дважды Грант работал в миссиях среди яки в Мексике.
В 1901 году Грант был отправлен в Японию, чтобы открыть там миссию. Он был президентом японской миссии до 1903 года, после чего вернулся домой, но почти сразу же был отправлен руководить британской и европейской миссиями Церкви СПД. Обратно в Америку он вернулся в 1905 году.
В течение следующего десятилетия далее Грант курировал образовательные программы церкви, Генеалогическое общество Юты и журнал Improvement Era.
В ноябре 1918 года Грант, после смерти Джозеф Ф. Смит, занял пост президента Церкви СПД. Церковное сообщество его не поддержали, однако до июня 1919, в связи с пандемией «испанки», традиционная Генеральная конференции, обычно проходящая весной, не проводилась.

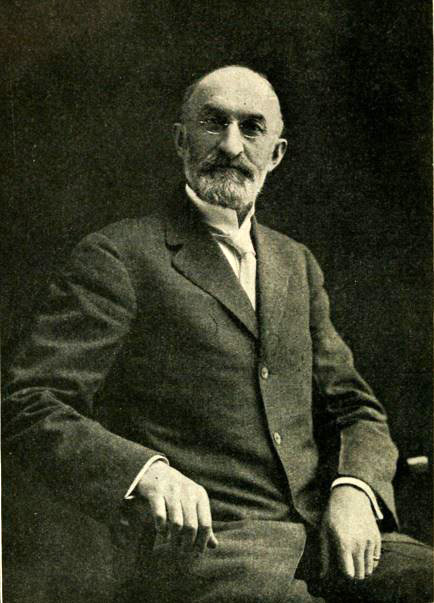
Грант в качестве президента Церкви СПД (конец 1918 или начало 1919 года)

Во время пребывания на посту президента церкви, Грант потребовал исполнять Манифест 1890 года, запрещающий многоженство, и вёл церковь по пути отказа от социальной структуры прежнего общества на полигамной семьи. В 1927 году он ввёл в действие политику добрососедства, которая должна была снизить противоречия между Церковью СПД и правительством Соединенных Штатов. При Гранте впервые стали появляться храм за пределами Юты со времён постройки церкви в Киртланде. Первыми из новых храмов стали церковь в Лайе, штат Гавайи, церковь в Кардстоне, провинция Альберта, Канада (первый за пределами Соединенных Штатов), и церковь в Месе, штат Аризона. Началось строительство церкви в Айдахо-Фолс, штат Айдахо, но он не был завершен до смерти Гранта.
Также при Гранте были организованы колы за пределами Межгорного Запада, первый появился в Лос-Анджелесе в 1920-х годах. Грант придерживался в управлении традиционных методов, таких как личная просьба к Леграну Ричардсу переехать в Калифорнию с намерением в дальнейшем сделать его президентом нового кола. Он также лично вел переговоры о покупке участка, в Лос-Анджелесе, где должен был быть построен новый храм.
В 1930-е годы колы появились в Нью-Йорке и Чикаго, а в 1940 году — в Портленде, Орегоне и Вашингтоне (округ Колумбия). Грант лично присутствовал на освящение часовни в Вашингтоне в 1933 году, чтобы показать важность события в процессе национальной экспансии церкви.
В 1935 году Грант отлучил от Церкви СПД верующих в Шорт-Крик, штат Аризона, отказавшихся подписать обет верности церкви, который включал отказ от многоженства. Отлучение формально обозначило появление мормонского фундаменталистского движения, а вскоре часть отлучённых мормонов основали Фундаменталистскую церковь Иисуса Христа Святых последних дней.
Грант оставил в наследство последователям социальную программу поддержки членов церкви, которую он ввёл в действие в 1936 году. Он говорил: «Нашей главной целью было создать, насколько это возможно, систему, при которой с проклятием праздности будет покончено, зло пособия по безработице отменено, и независимость, промышленность, бережливость и самоуважение снова появились среди наших людей. Цель Церкви — помочь людям помочь самим себе». Его администрация также стимулировала следование кодексу здоровья, известному как Word of Wisdom. До Гранта соблюдения кодекса здоровья не является обязательным для карьеры священника или для посещения храма. Грант также акцентировал внимание на посещаемости и курировал расширение программ семинаров и создание религиозных институтов.
При Гранте была учреждена должность помощника Кворуму двенадцати.
Грант умер в Солт-Лейк-Сити, штат Юта, США от сердечной недостаточности в результате атеросклероза. Как последний оставшийся в живых член церковного Совета пятидесяти, своей смертью он ознаменовал формальное прекращение существования этой организации. Грант был похоронен на кладбище Солт-Лейк-Сити.

## Политика
Грант принадлежал к Демократической партии, но часто критиковал Франклина Делано Рузвельта. Он был решительным сторонником сухого закона и наставлял членов церкви СПД выступать против его отмены и соблюдать Word of Wisdom. Когда Юта путём народного голосования стала 36-м штатом, ратифицировавшим Двадцать первую поправку к Конституции Соединенных Штатов, завершив тем самым процесс её ратификации и отменив сухой закон, Грант был совершенно сломнен; на Генеральной конференции он сказал своей пастве: «Я никогда не чувствовал себя настолько униженным, как сейчас, когда штата Юта проголосовал за отмену сухого закона».

## Жёны
Грант был последним президентом Церкви СПД, практиковавшим многоженство. Он женился в первый раз в 1877 году и затем ещё дважды в 1884 году. К тому времени, когда он стал президентом церкви, только одна из его жен, Огаста, был ещё жива.

### Люси Стрингем
Грант женился на Люси Stringham (1858 — 1893) 1 ноября 1877 года. Она была дочерью Брайанта Стрингама, который пришёл в долину Солёного озера с Бригамом Янгом в 1847 году.
У Люси и Гранта было шестеро детей.

### Огаста Уинтерс
Грант женился на Налде Огасте Уинтерс (1856 — 1952) 26 мая 1884 года. Она была школьной учительницей, её называли самым одарённым преподавателем на Территории Юта. В конце 1880-х Огаста поселилась в Нью-Йорке, чтобы предотвратить арест Гранта по обвинению в многожёнстве. Родила Гранту дочь.

### Эмили Уэллс
Грант женился на Эмили Харрис Уэллс (1857 — 1908) 27 мая 1884 года. Она была дочерью Дэниэла Уэллса, сестрой Брайанта Уэллса, армейского майора, и Хибера Уэллса, будущего губернатора Юты.
Чтобы не допустить ареста Гранта за незаконное сожительство, Эмили отправилась в Англию, где жила в британской миссии Церкви СПД, а по возвращении вСША в течение 16 месяцев скрывалась в Юте и Айдахо, а затем полтора года пряталась в Манассе, штат Колорадо.:7
У пары родились четыре дочери и сына, который скончался в раннем возрасте.

Могила Хибера Гранта на кладбище в Солт-Лейк-Сити
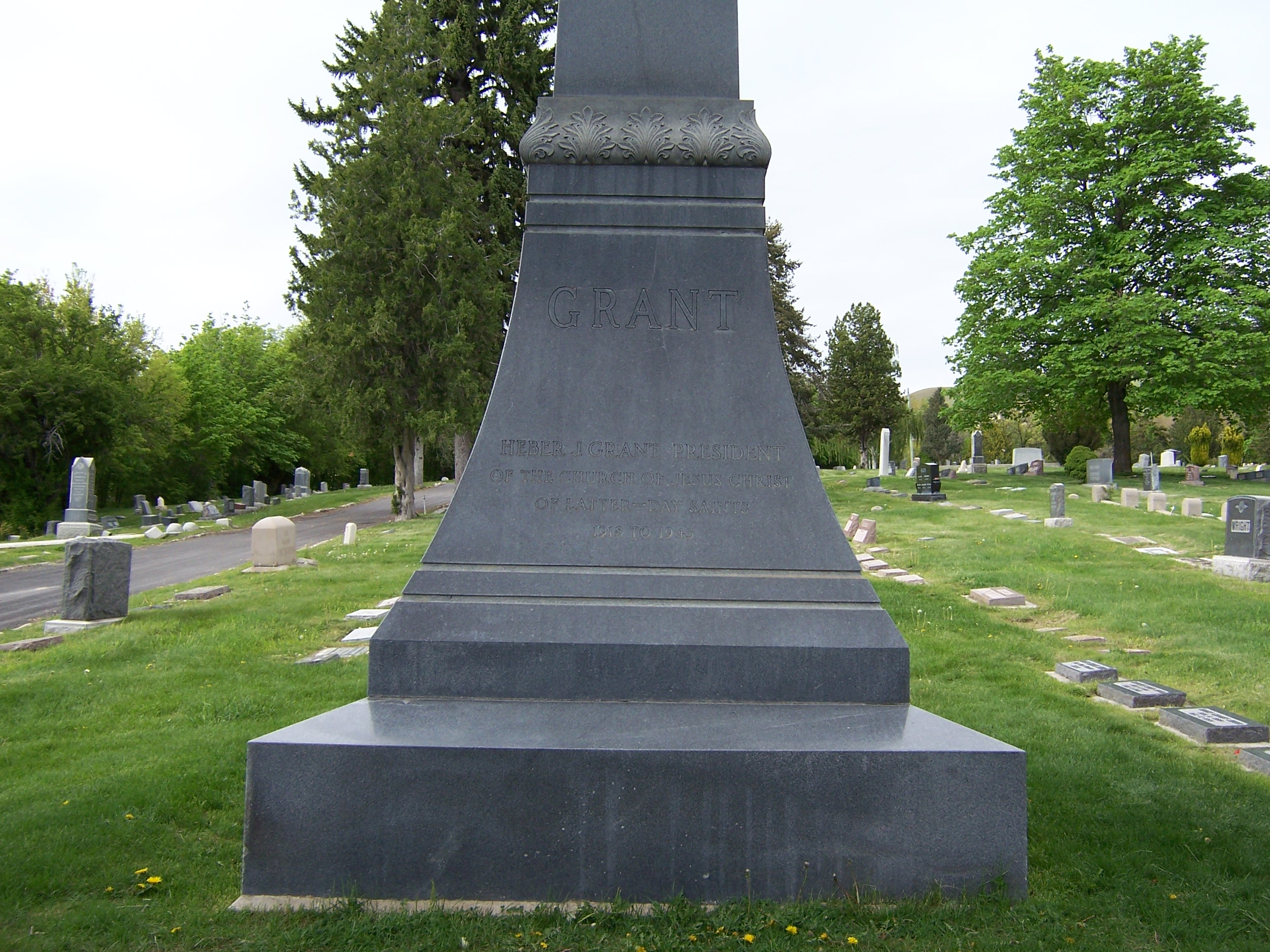
Надпись на монументе
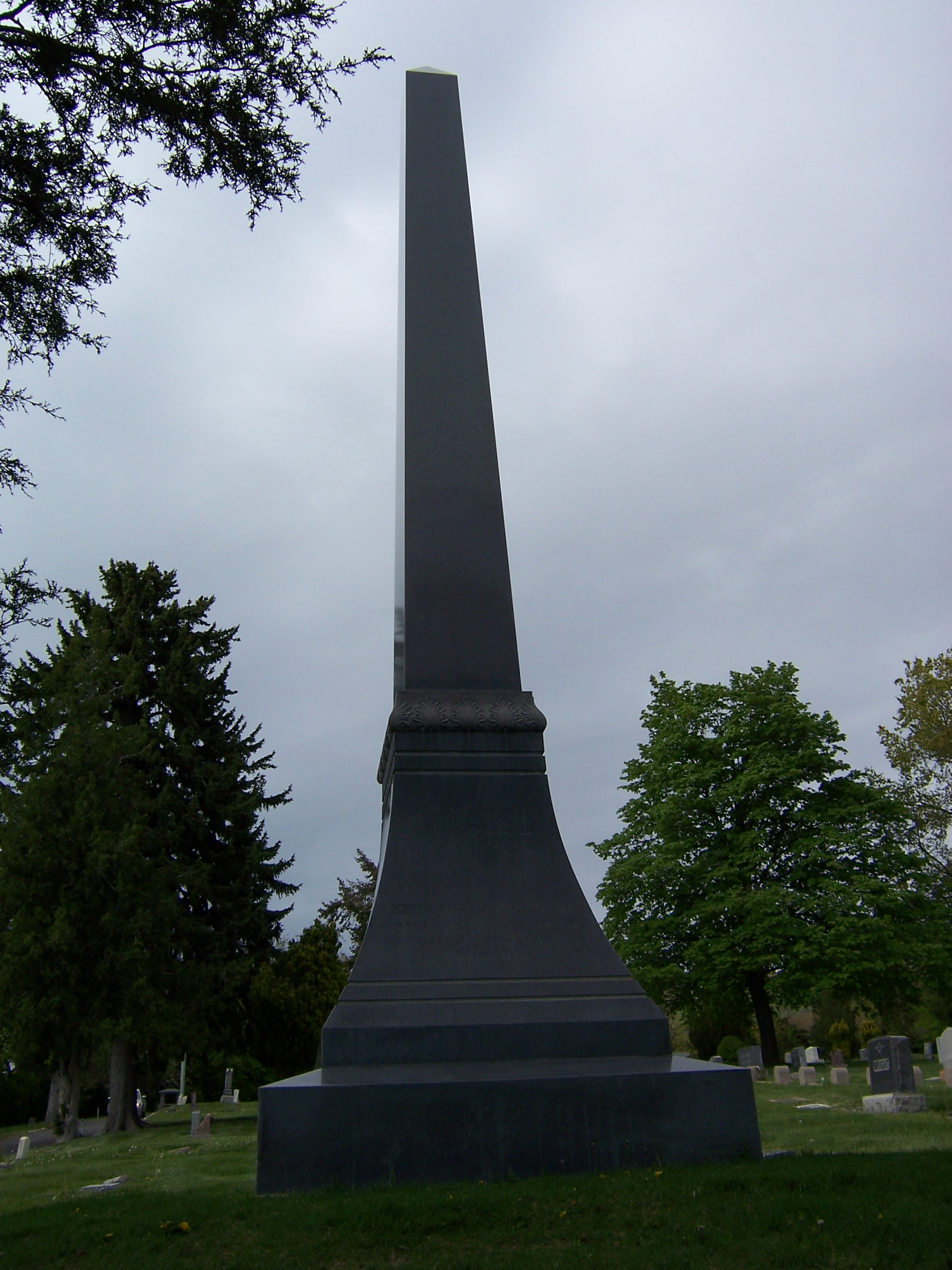
Общий вид монумента
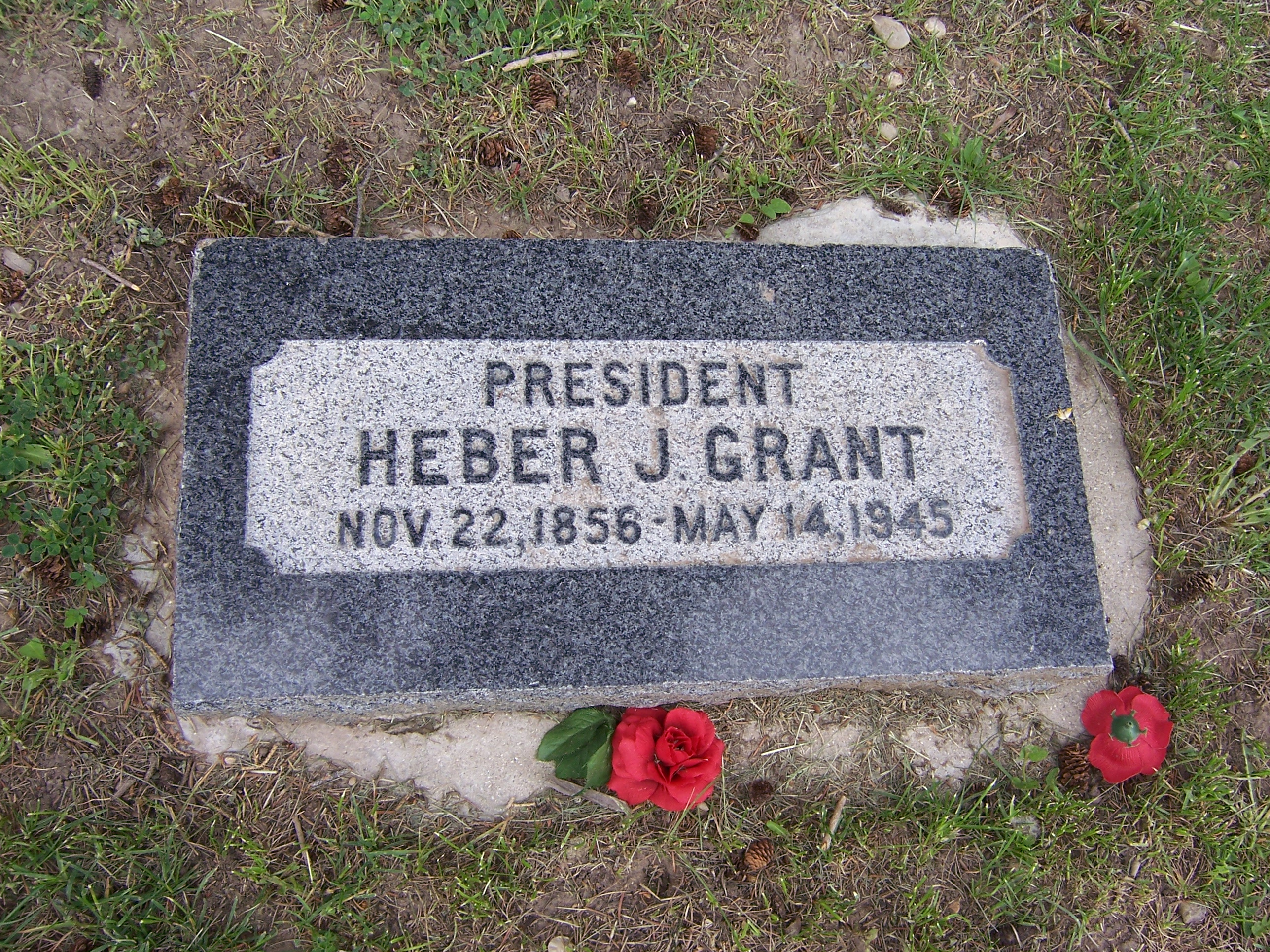
Надгробие

## Работы
- Grant, Heber J. Gospel Standards: Selections from the Sermons and Writings of Heber J. Grant (англ.). — Improvement Era, 1941.
- Grant, Heber J. A Japanese Journal (неопр.). — 1970.
- Grant, Heber J. Teachings of Presidents of the Church: Heber J. Grant (англ.). — LDS Church, 2011. — (Teachings of Presidents of the Church).